# José Félix Trespalacios
José Félix Trespalacios (muerto el 4 de agosto de 1835) fue el primer gobernador de Coahuila y Texas como parte de México.
Trespalacios era miembro de la milicia de Chihuahua durante el Virreinato de Nueva España, pero luego en 1814 se encargó de organizar una rebelión contra la autoridad española y fue condenado a muerte. Su sentencia se redujo a diez años de prisión, pero él se escapó y se unió a las fuerzas independentistas. Fue capturado de nuevo en 1816 y encarcelado en la prisión de San Juan de Ulua pero se las arregló para escapar de nuevo. En este punto Trespalacios huyó a Nueva Orleans y unió fuerzas con James Long pasando a formar parte de la segunda expedición insurgente en Texas llamada Expedición de Long después de que la primera había sido sofocado en Nacogdoches. Trespalacios fue a Campeche, donde lo arrestaron y fue encarcelado. Sin embargo, más tarde puesto en libertad por Iturbide. Se convirtió en coronel de caballería durante la regencia. Del 24 de agosto de 1822 a abril de 1823 se desempeñó como gobernador de Texas. Apoyó la restauración del Imperio, sublevando sin éxito Texas contra el gobierno provisional republicano. De 1831-1833 se desempeñó como miembro del Senado de la República por Chihuahua. El 10 de enero de 1833 ocupó el cargo de inspector general y comandante de Chihuahua, dejando el ejército el 15 de diciembre de 1834. Murió el 4 de agosto de 1835 en Allende.